# أخدود غائص

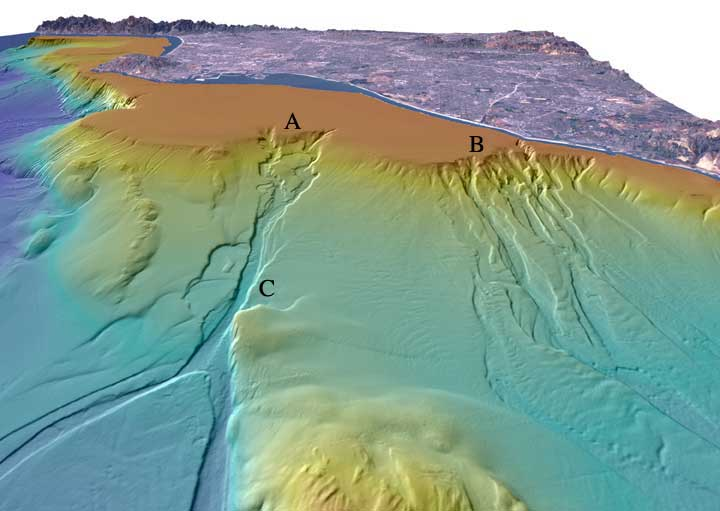
أخدود لوس انجلوس

الأخدود البحري أو الوادي السحيق أو الأخدود الغائص هو نوع من الوديان الضيقة والمنحدرة الجوانب التي تنشاء في المنحدرات القارية وتقطع الجروف القارية للمحيطات. وهي نادرة على الجروف القارية والتي تكون حادة جدا علي الجروف القارية. ويجد بعضها كأمتداد لأنهار الكبيرة.
وعلي عكس الخنادق المحيطية والتي تجد في في مناطق التي تنزلق فيها أحد الصفائح التكتونية فوق الأخرى. تتواجد الأخاديد تحت سطح البحر علي طول منحدرات الجروف القارية, تتواجد أيضا علي طول المنحدرات في جزر هاواي وربما تتواجد أيضا في جزر المحيطات. معظم هذه الأخاديد تكون لي شكل (v) لها حوائط صخرية صلبة والتي تمتد لألف الأمتار.